# Złoty Widok (Przesieka)
Złoty Widok (niem. Goldene Aussicht, 610 m n.p.m.)  – wzniesienie w górnej części wsi Przesieka w Karkonoszach.

## Położenie
Granitowe wzniesienie pod  którym przed II wojną światową była znana gospoda i hotel o tej samej nazwie, w latach 90. XX w. dom wczasowy. W pobliżu wznoszą się interesujące skałki: Chybotek i Waloński Kamień.

## Szlaki turystyczne
Pod wzniesieniem biegną szlak turystyczny:
- żółty: ze wsi Borowice przez Wodospad Podgórnej
- zielony ze wsi Borwice
- czarny ze wsi Sosnówka przez Wodospad Podgórnej[1].